# Gerschom ben Jehuda
Gerschom ben Jehuda, född omkring 960, död 1028 eller 1040, var en rabbin i Metz och Mainz.
Gerschom var sin tids största auktoritet inom judendomen, och förbjöd judar att i de kristna länderna utöva cherem, månggiftet och förskjutande av hustrun. Gerschom tillskrivs en Talmudkommentar och har författat liturgiska bothymner.